# Con el cuerpo prestado
Con el cuerpo prestado es una película de comedia y fantasía mexicana filmada en 1980 y estrenada en cines en 1983, dirigida por Tulio Demicheli y protagonizada por Sasha Montenegro y María Sorté.

## Argumento
Marta (Montenegro), una mujer que intenta suicidarse, es salvada por otra, Carlota (Sorté), que al impedirlo muere ahogada. Después de un tiempo, Carlota regresa en espíritu para posesionarse del cuerpo de Marta y así reunirse con el hombre que amó en vida.

## Reparto
- Sasha Montenegro como Marta Jiménez de Arias.
- María Sorté como Carlota Beltrán.
- Carlos Piñar como Roberto Arias Salgado.
- Otto Sirgo como Guillermo 'Memo' Beltrán.
- Juan Peláez como Antonio.
- Ariadna Welter como Leonor Salgado de Arias.
- Juan Luis Galiardo como Pedro.
- María Montaño
- Jorge Patiño
- Mario Cid
- Rocío Chazaro
- Leopoldo Salazar (como Polo Salazar).
- Roberto Ballesteros
- Carlos Pouliot
- Patricia Durán
- Elsa de los Ríos
- Luz María Peña

## Recepción
En su libro Sara García: Ícono cinematográfico mexicano, abuela y lesbiana, Ileana Baeza Lope cita a la película como una de las excepciones a la tendencia en el cine mexicano de que «las relaciones afectivas entre las mujeres [sean] relegadas a los márgenes», mientras que «las relaciones de camaradería masculina se situaban en un primer plano».